# J. Hermann Siemer

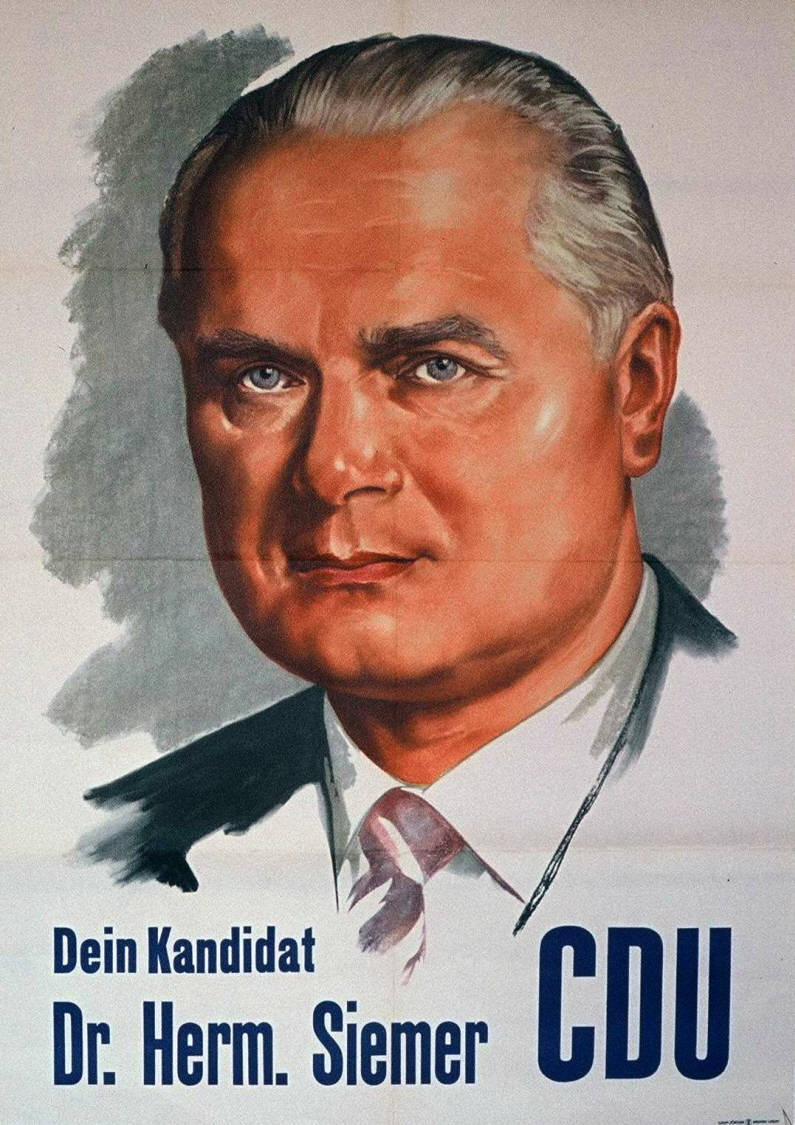
Wahlplakat von Hermann Siemer zur Bundestagswahl 1957

J. Hermann Siemer, auch Hermann Siemer, eigentlich Johannes Hermann Siemer, (* 19. Januar 1902 in Bergfeine (ein Ortsteil von Damme); † 7. Juli 1996 in Vechta) war ein deutscher Unternehmer und Politiker der CDU. Er war Mitglied des Niedersächsischen Landtages und des Deutschen Bundestages.

## Leben
Siemers Vater Heinrich Siemer war Lehrer an einer einklassigen Dorfschule. Da er bereits 1911 starb, musste die Mutter Caroline gen. Bartel die aus der Ehe hervorgegangenen sechs Kinder allein erziehen.
Nach einer landwirtschaftlichen Ausbildung studierte Siemer Betriebswirtschaftslehre und Rechtswissenschaft in Berlin, Lausanne und Paris. 1927 legte er seine kaufmännische Diplomprüfung ab und wurde 1930 an der Wirtschaftshochschule Berlin mit einer Arbeit über das Registerpfandrecht promoviert. Als Student wurde Siemer Mitglied der katholischen Studentenverbindungen K.St.V. Guestphalia und K.St.V. Semnonia im KV. Ab 1929 war Siemer zunächst Geschäftsführer des Berliner Polyphon-Verlags, danach war er in Berlin in der Textilbranche tätig (Mode- und Textilhaus Hermann Siemer sowie Textilfabrik „Siemer und Gerstendorf“). 1938 übernahm er zusätzlich wegen der Bestimmungen des Reichserbhofgesetzes die Betriebsleitung von zwei Bauernhöfen eines verstorbenen kinderlosen Onkels. Auf dem in dem Dorf Spreda bei Langförden im Kreis Vechta gelegenen Bauernhof betrieb er seit 1942 neben der Bewirtschaftung der Felder und Obstanbau auch eine Süßmosterei. Siemer blieb bis 1945 auch in Berlin ansässig und leitete dort weiter seine beiden Textilfirmen. Das Textilhaus wurde 1945 durch Bomben zerstört, die Textilfabrik, die im sowjetischen Sektor lag, wurde enteignet.
In der Weimarer Republik war Siemer Mitglied der Deutschen Zentrumspartei, noch vor deren Selbstauflösung im Juli 1933 trat er zum 1. Mai 1933 der NSDAP bei (Mitgliedsnummer 2.658.864). Siemer gab später an, er sei 1933 auf Drängen seines Freundeskreises aus seiner Studentenverbindung, insbesondere von Josef Wirmer in die Partei eingetreten, damit man erfahre, was dort vor sich gehe und auch um Einfluss nehmen zu können. Siemer war in der NSDAP nur einfaches Mitglied und hat dort keinerlei Funktionen gehabt. Weil er in seinen Berliner Betrieben Juden beschäftigte, wurde er bereits 1933 kurzzeitig von der Gestapo verhaftet.
Allerdings wurde auch ein Nachbarschaftsstreit mit dem jüdischen Augenarzt Dr. Blumenthal aktenkundig, mit dem Siemer in Berlin in einem Haus wohnte und über den er sich im März 1937 bei der Wohnungsgesellschaft beschwerte sowie dieser wegen der Unterbringung des jüdischen Mitbewohners mit einer Anzeige drohte: 

„Sollten […] Ihrerseits keine entscheidenden Schritte in dieser Angelegenheit unternommen werden - bis zum 20.7.37 - werde ich die Angelegenheit am 21. sowohl der Partei als auch der geheimen Staatspolizei übergeben. […] Selbstverständlich behalte ich mir trotzdem vor, gegen das unverschämte Betragen des Dr. Blumenthal mit Hilfe der Staatspolizei weitere Schritte zu unternehmen.“

Nach dem 20. Juli 1944 wurde Siemer erneut von der Gestapo verhaftet, weil man vermutete, dass bei ihm der Dominikanerpater Laurentius Siemer, der zur Widerstandsgruppe Kölner Kreis gehörte, versteckt war. Bei dieser Hausdurchsuchung wurden mehrere Briefe des bereits verhafteten Josef Wirmer gefunden. Da diese Briefe aber nichts Belastendes enthielten, ließ die Gestapo J.H.Siemer wieder frei. Anschließend hatte Siemer sogar noch den Mut, zunächst den jüngsten Sohn von Wirmer und nach dessen Hinrichtung am 8. September 1944 auch dessen Witwe und die beiden weiteren Kinder bei sich aufzunehmen.
Josef Wirmer schrieb vor seiner Hinrichtung seinem Freund J. H. Siemer am 7. August 1944: „Auch der fehlgeschlagene Einsatz hat seinen Wert in sich selbst.“ 
Nach Ende des Zweiten Weltkriegs gehörte Siemer gemeinsam mit früheren Zentrumspolitikern am 22. September 1945 in Lohne zu den Mitbegründern der Christlich Demokratischen Partei (CDP) im Land Oldenburg. Am 19. November 1945 wurde er Vorsitzender des CDP-Kreisverbandes Vechta. Nach der Umgründung der CDP zum CDU-Landesverband Oldenburg wurde Siemer am 11. März 1946 zum stellvertretenden Landesvorsitzenden gewählt. Er war Mitunterzeichner des am 1. März 1946 verabschiedeten CDU-Programms, an dem Konrad Adenauer maßgeblichen Anteil hatte.
Siemer war von 1945 bis 1946 Landrat des Landkreises Vechta sowie 1946 Abgeordneter im Ernannten Oldenburgischen Landtag und in der Gemeindevertretung der damals noch selbständigen Gemeinde Langförden, die 1974 ein Teil der Stadt Vechta wurde. Im März 1946 legte er seine Ämter als Landrat und als Abgeordneter aus Protest gegen die von ihm als „unangemessen und ungerecht empfundenen Entnazifizierungsbestimmungen der Militärregierung“ nieder. 1947/48 war er Mitglied des Zonenbeirates der Britischen Besatzungszone, wo er im Finanzausschuß und im Ausschuß für Wohnungswesen vertreten war. Er gehörte dem Niedersächsischen Landtag in der 1. Wahlperiode von 1947 bis 1951 an und vertrat dort den Wahlkreis Vechta.
Von 1953 bis 1972 war Siemer Mitglied des Deutschen Bundestages. Er war 1957 und 1965 als direkt gewählter Abgeordneter des Wahlkreises Delmenhorst – Wesermarsch und ansonsten über die Landesliste Niedersachsen in den Bundestag eingezogen. Siemer, der im Bundestag als Hinterbänkler galt, wurde 1972 von seiner Partei nicht wieder nominiert. Als CDU-Bundestagsabgeordneter bezog Siemer unter anderem deutlich Position gegen Wehrdienstverweigerer – er verglich sie mit „Wühlmäusen, die wir kappen müssen“.
Neben seiner Abgeordnetentätigkeit war Siemer beruflich als Unternehmer, Kaufmann und Bauer tätig, wobei er sich auch berufspolitisch engagierte, wie als Vorsitzender des Süßmoster Fachverbands Niedersachsen. 1961 erwarb er in der Schweiz die Rechte für ein Kalt-Trocknungsverfahren zur Pulverisierung von Lebensmitteln, das er als Aufsichtsratsvorsitzender der von ihm mitgegründeten Spreda Nahrungsmittelwerke AG mit Sitz in Cloppenburg unter Kapitalbeteiligung des Weinbrenners Ludwig Eckes umsetzen wollte. 1963 wurde im Cloppenburger Ortsteil Emstekerfeld das Spreda-Werk gebaut; der dabei für das Trocknungsverfahren errichtete 76 Meter hohe „Spreda-Sprühturm“ wurde später als „Pfanni-Turm“ zu einem Wahrzeichen der Stadt. Die Spreda AG erreichte bei der Herstellung von Schnellgerichten wie küchenfertige Kartoffelprodukte keine Rentabilität und gab 1965 die Produktion auf.

## Nachleben
Siemers Fruchtsaftbetrieb, die Dr. Siemer Getränke GmbH in Vechta-Langförden, gehört inzwischen nach Beteiligungsübernahme zu der Valensina GmbH in Rheinberg. In der Produktionsstätte in Langförden-Spreda werden Fruchtsäfte und Fruchtgetränke in Kartonverpackungen sowie kaltaseptischen PET-Flaschen produziert und unter der Marke Dr. Siemer im Lebensmittelhandel vermarktet. Außerdem ist der Betrieb in der Lohnabfüllung für andere Unternehmen und Handelsmarken tätig.
Über die NS-Vergangenheit von (ehemaligen) niedersächsischen Landtagsabgeordneten der CDU, FDP und DP kam 2008 eine öffentliche Diskussion in Gang, angeregt durch eine Initiative der niedersächsischen Landtagsfraktion der Linken und durch eine von ihr in Auftrag gegebenen Studie des Oldenburger Zeithistorikers Hans-Peter Klausch. Dabei wurden auch die CDU-Landtagsabgeordneten Siemer und der ebenfalls den Wahlkreis Vechta vertretende Hans Watermann als NSDAP-Mitglieder mit aufgelistet, was 2008/09 auf Kritik der als konservativ geltenden Oldenburgischen Volkszeitung (OV) stieß. Die OV ließ Professor Joachim Kuropka von der Hochschule Vechta zu Wort kommen, der Klauschs Studie als „unseriös, unfair und ausschließlich aus der Perspektive der Linken geschrieben“ bezeichnete. Kuropka, der im CDU-Kreisverband Vechta aktiv ist und dem Landesfachausschuss Bildung der CDU in Niedersachsen angehört, meinte mit Bezug auf Siemer und Watermann unter anderem, dass deren „politischen Haltung das katholisch-christliche Menschenbild zugrunde lag, an dem sie gegenüber den neuen nationalsozialistischen Werten festgehalten haben“. Klausch wies die Kritik zurück und stellte das „sorgfältig gepflegte Bild vom christlich motivierten NS-Gegner Hermann Siemer“ in Frage.

## Ehrungen
- 1972: Großes Verdienstkreuz der Bundesrepublik Deutschland

## Veröffentlichungen
- Aufzeichnungen und Erinnerungen. In: Deutscher Bundestag, Wissenschaftliche Dienste, Abteilung Wissenschaftliche Dokumentation (Hrsg.): Abgeordnete des Deutschen Bundestages. Aufzeichnungen und Erinnerungen. Band 2. Boldt, Boppard am Rhein 1983, ISBN 3-7646-1833-7, S. 285–312.